# Жак Андруе Дюсерсо старший
 Жак Андруе Дюсерсо старший (фр. Jacques Ier Androuet du Cerceau; бл. 1515, Париж — 1585, Ансі) — французький архітектор і гравер XVI ст. доби маньєризму.

## Неповний життєпис
Прізвище Дюсерсо ведуть від каблучки з гербом, котру він використовував на власних гравюрах замість підпису.
Ні точної дати народження, ні року незбережено. Рік його народження розміщують між 1510 та 1520 роками, або беруть середину між ними (1515).
За переказами — він син торговця вином у Парижі. Батьківський бізнес не продовжив, а обрав для себе долю дослідника архітектури, будівничого і гравера. З метою удосконалення будівельної майстерності й знань відвідав Італію, де зробив описи залишків давньоримської архітектури. Серед сучасників, його привабили твори Донато Браманте, авторитетного архітектора, що працював у Ватикані при феодальному дворі папи римського. Але дослідники сперечаються, в які саме роки Жак Андруе Дюсерсо перебував у Римі (1531—1534 або 1539—1544).

## Друкар і гравер
Після повернення до Франції Жак Андруе Дюсерсо оселився в Монтаржі. Згодом перебрався у місто Орлеан, де став володарем друкарні. Від того періоду і пішли гравюри з позначкою каблучки з гербом.

## В Парижі
Наприкінці 1550-х років він перебрався на працю у Париж. Там були надруковані перші видання «Livre d'architecture» («Книга про архітектуру»), що вийшла із посвятою королю Франції Генріху II. У зв'язку з релігійними війнами й переслідуваннями та убивствами протестантів-гугенотів він покинув Париж і повернувся до міста Монтаржі.
Він прибув у Париж у 1570-х рр. і працював по замовах королеви Катерини Медічі та її сина Карла IX.

## Споруди роботи Жака Андруе Дюсерсо
Довгий час питання про власноручні споруди Жака Андруе Дюсерсо залишалося дискусійним. Переважали думки, що він лише видатний дослідник архітектури XVI ст. Нові дослідження довели, що він мін бути автором проєктів для побудови замків-палаців Верней та Верней-ан-Алатт. Більшість сторінок життя і творчості Жака Андруе Дюсерсо залишається темними, а споруди, ним створені, давно поруйновані. Сучасні йому архітектори виявилися більш вдалими й відтіснили Жака Андруе Дюсерсо і його будівельну практику у безвість.
Жак Андруе Дюсерсо старший помер в Ансі не раніше 1585 року.

## Родина
До родини Дюсерсо належать:
- Батіст Андруе Дюсерсо († 1590)
- Жак Андруе Дюсерсо молодший († 1614)
- Шарль Жак Андруе Дюсерсо († 1606)
- Мати архітектора Соломона де Бросса

## Впливи на тогочасну архітектуру

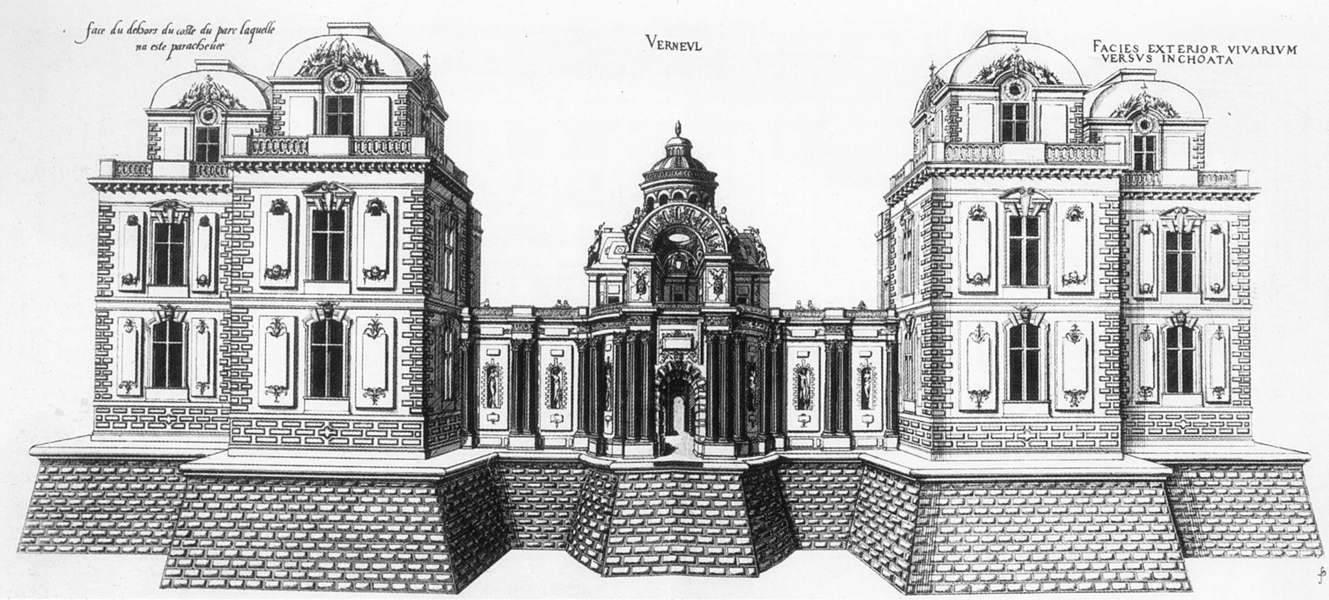
Замок Верней (Château Verneuil), 1560 р. Національна бібліотека Франції

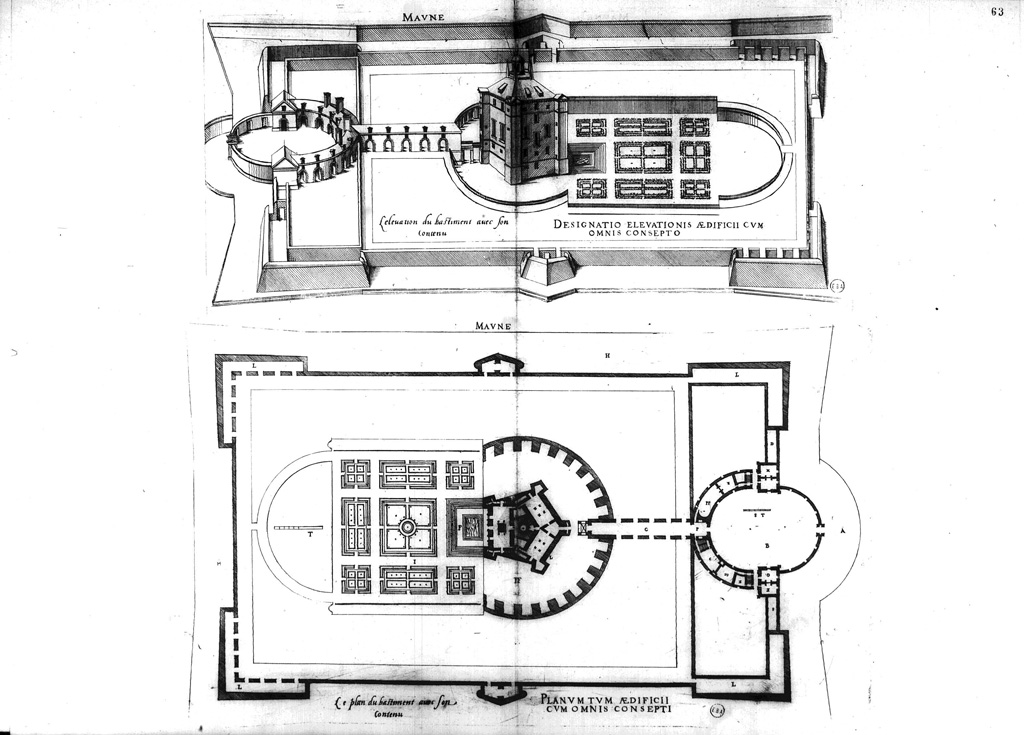
Замок-палац Мульне (Maulnes) і регулярний сад. 1579 р.

Друковані видання Жака Андруе Дюсерсо мали помітний вплив на розвиток архітектури у Франції й в Нідерландах як у 16, так у 17 століттях. Вони знайомили широкі верства будівельників з досягненнями італійської й французької архітектури. Серед найбільш впливових книг Жака Андруе Дюсерсо особливе місце посіло видання «Найкращі споруди Франції», де він ретельно описував найкращі (на його погляд) споруди сучасних йому архітекторів. Кресленики й малюнки, замальовки планів, фасадів і окремих архітектурних фрагментів Жака Андруе, переведені у гравюри, стануть важливими свідками й фіксаціями споруд, котрі пізніше були поруйновані, перебудовані або піддані суттєвим реконструкціям. Гравюри фіксували як вигляд реально існувавших французьких замків-палаців (Шамбор, палац Фонтенбло, Блуа, перебудований, а потім остаточно знищений палац Тюїльрі), так і проєкти неіснуючих споруд і фантазії автора.
Як фахівець-будівельник і дослідник архітектури він не зупинявся на фіксації тільки планів чи фасадів. Низка гравюр подає оточення архітектурних споруд, фіксувала первісні регулярні сади і декотрі з перших архітектурних ансамблів. Низка споруд, зафіксованих у виданнях Жака Андруе Дюсерсо, є переведення у гравюри проєктів або того, що дослідники пізніше віднесуть до паперової архітектури, настільки примхливі й переускладнені подані ним споруди.

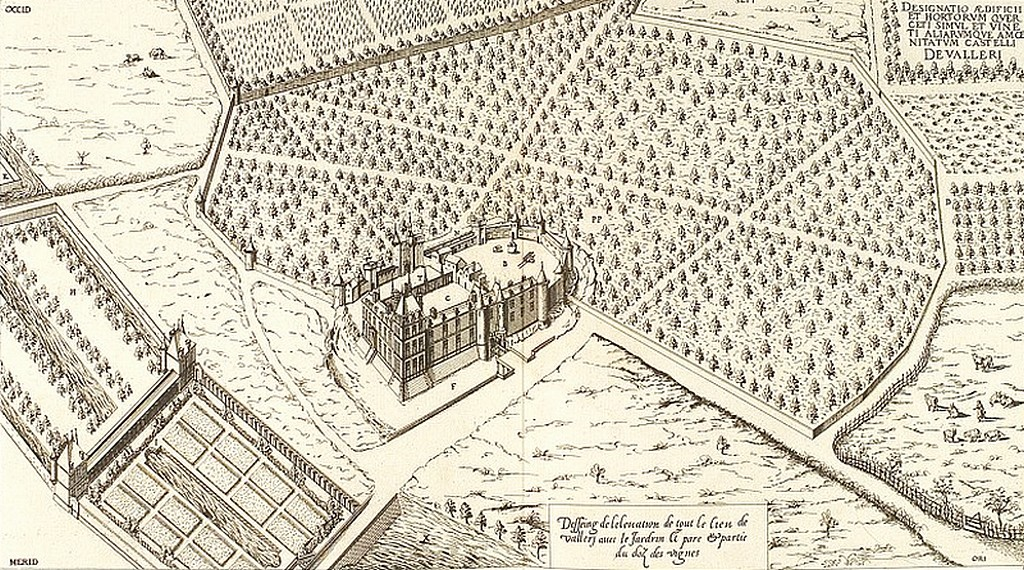
Валлері, вигляд з неба
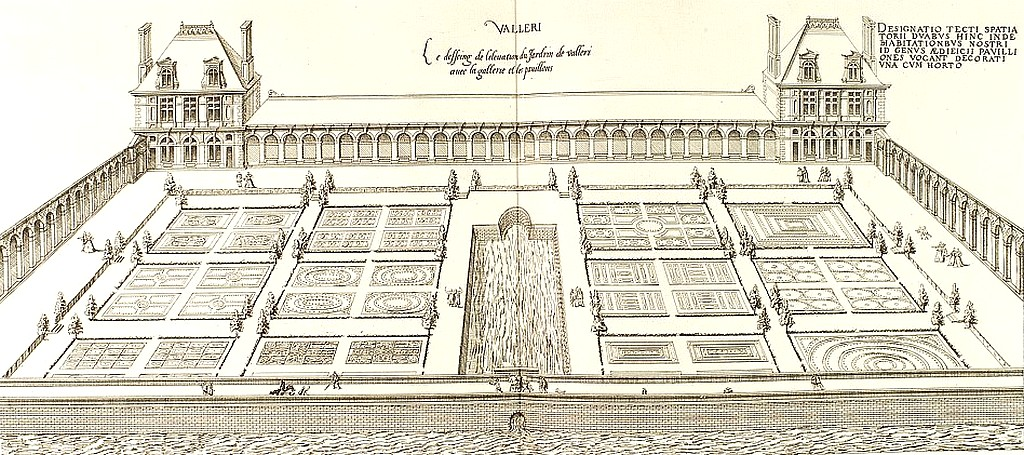
Паркові павільйони і сад бароко, Валері (Valleri jardin), середина 16 ст.
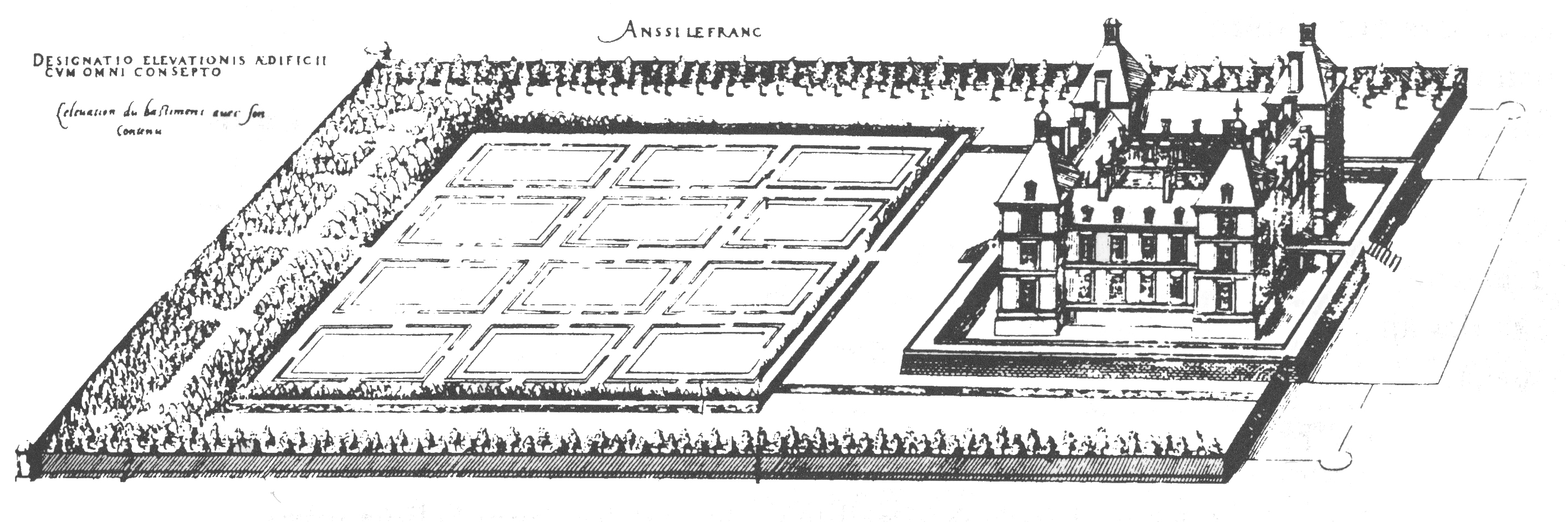
Замок Ансі, 1576 р.
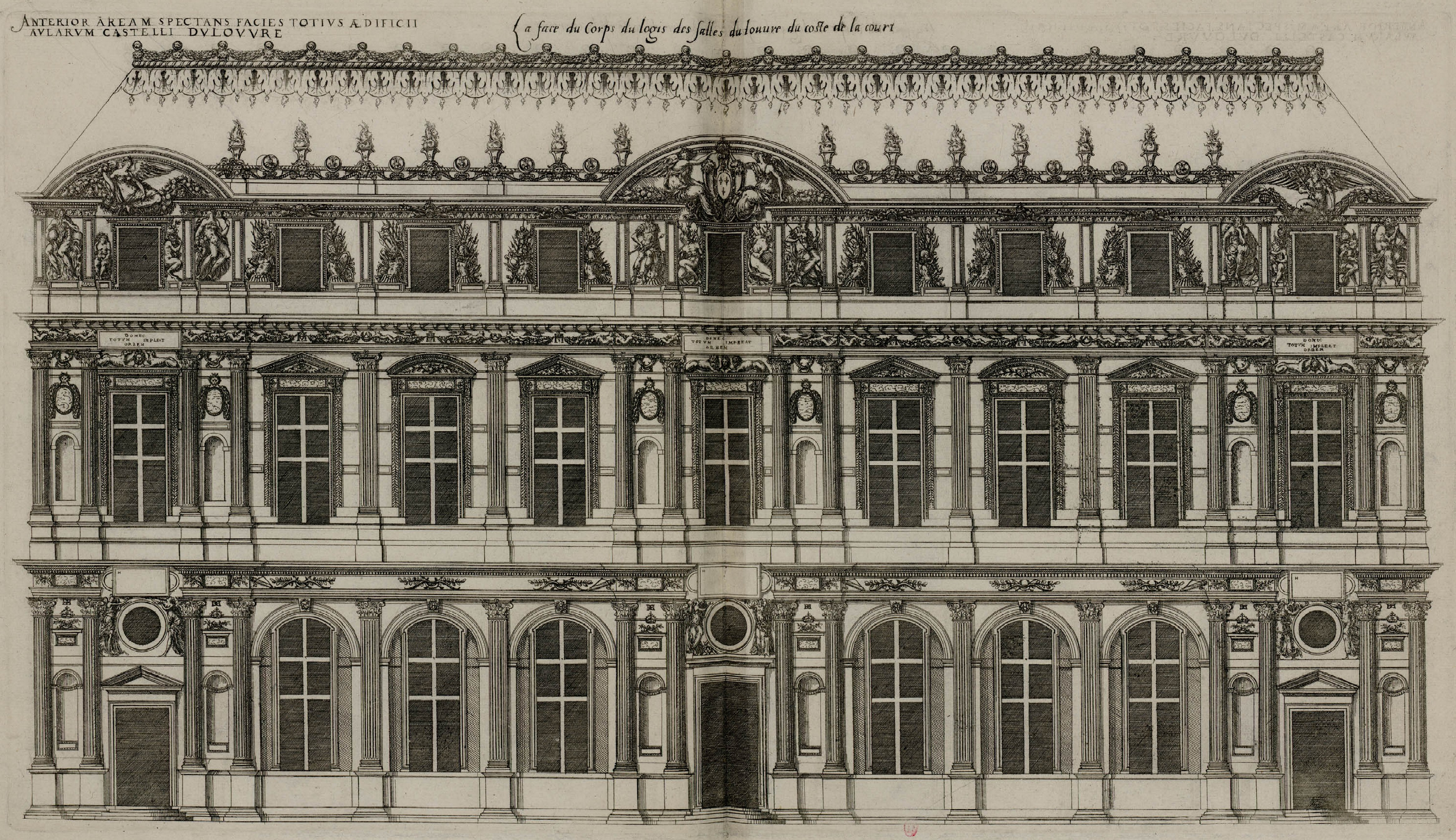
Арх. П'єр Леско. Корпус в палаці Лувр, фасад. 1579 р.

## Увічнення пам'яті

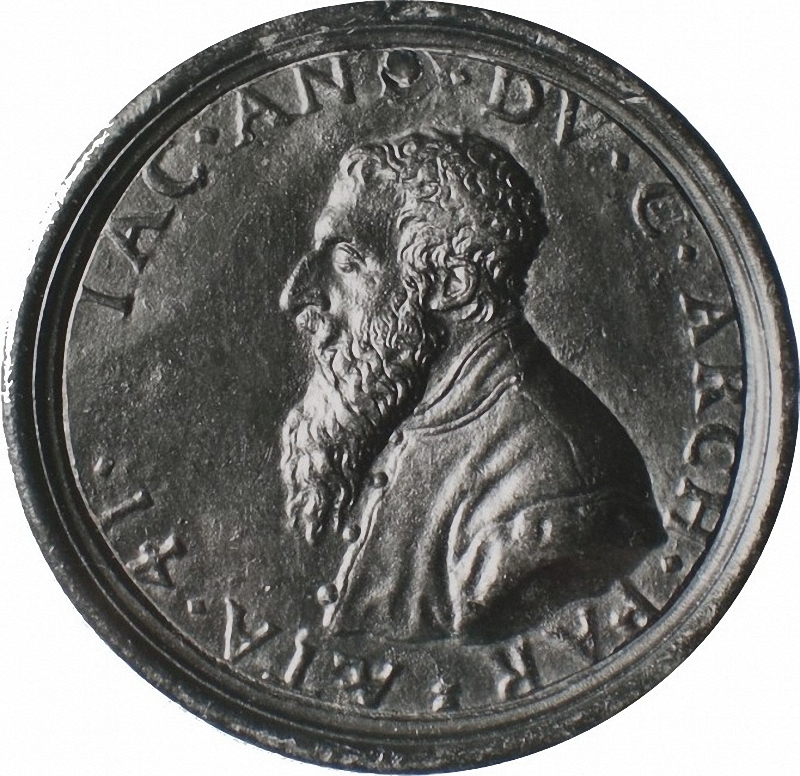
Медаль «Жак Андруе Дюсерсо старший», Британський музей, Лондон

Скульптуру у повний зріст Жака Андруе Дюсерсо старшого розмістили біля павільйону Сюллі в музеї Лувр.
На честь Жака Андруе Дюсерсо викарбували пам'ятну медаль.

## Галерея гравюр

Проект храму роботи Себастьяно Серліо у виданні Жака Андруе Дюсерсо

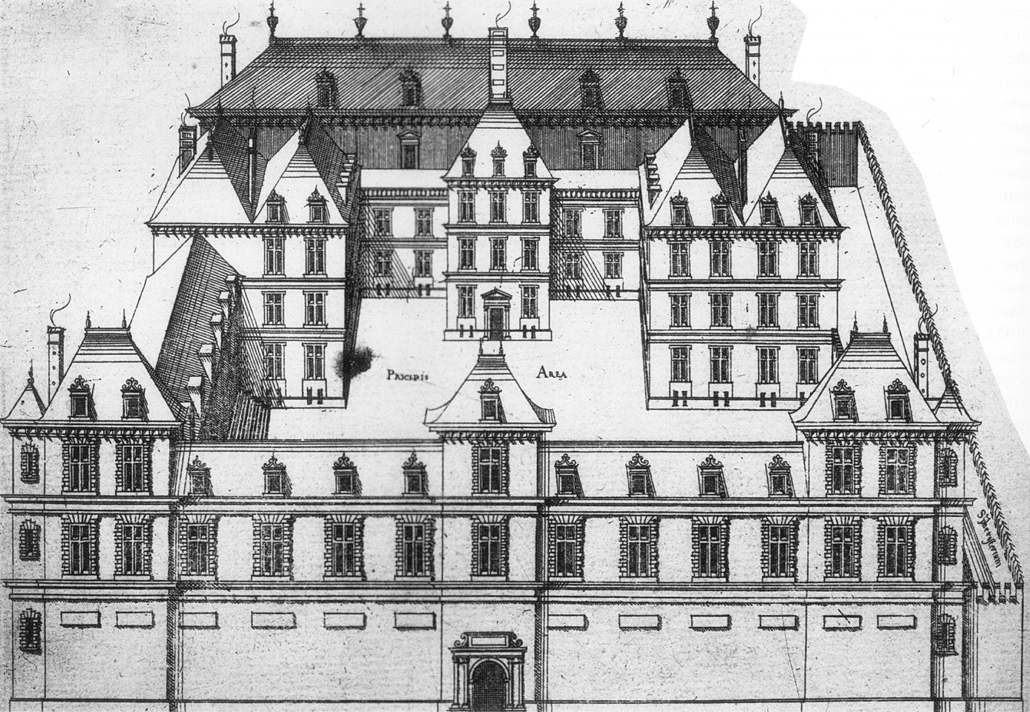
Проект міського палацу, 1559 р.
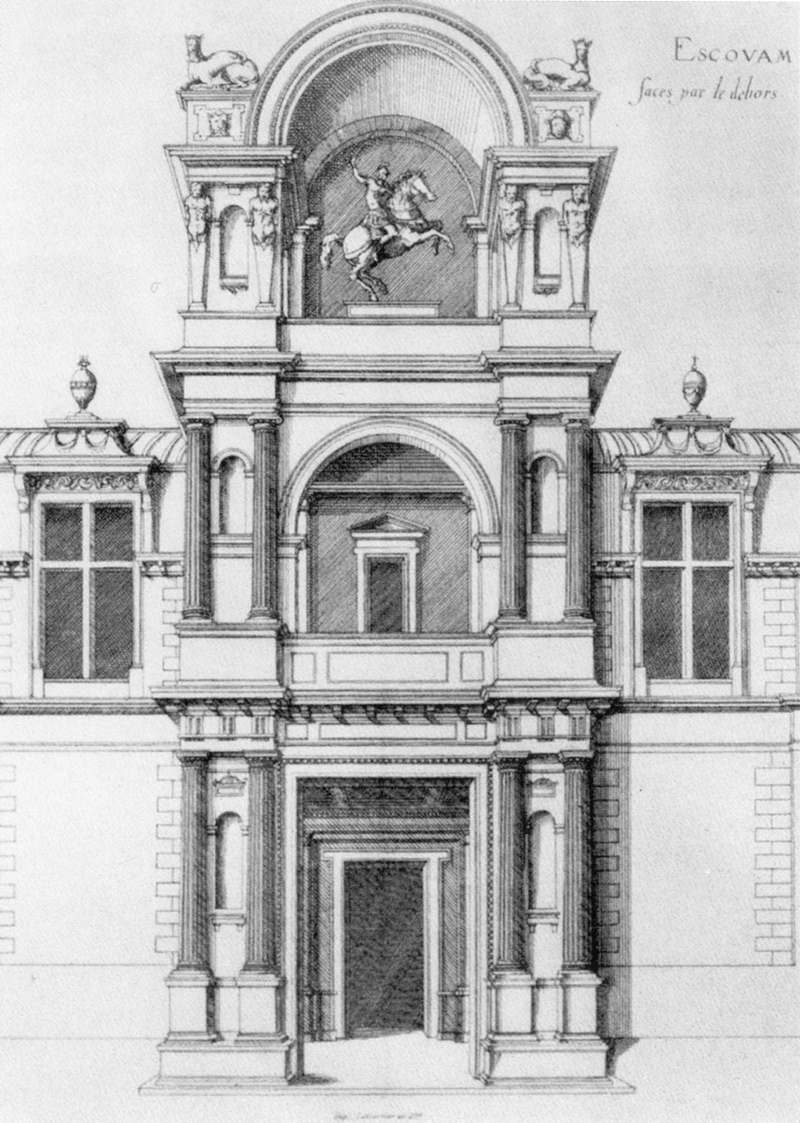
Парадний портал. Екуан, до 1560 р.
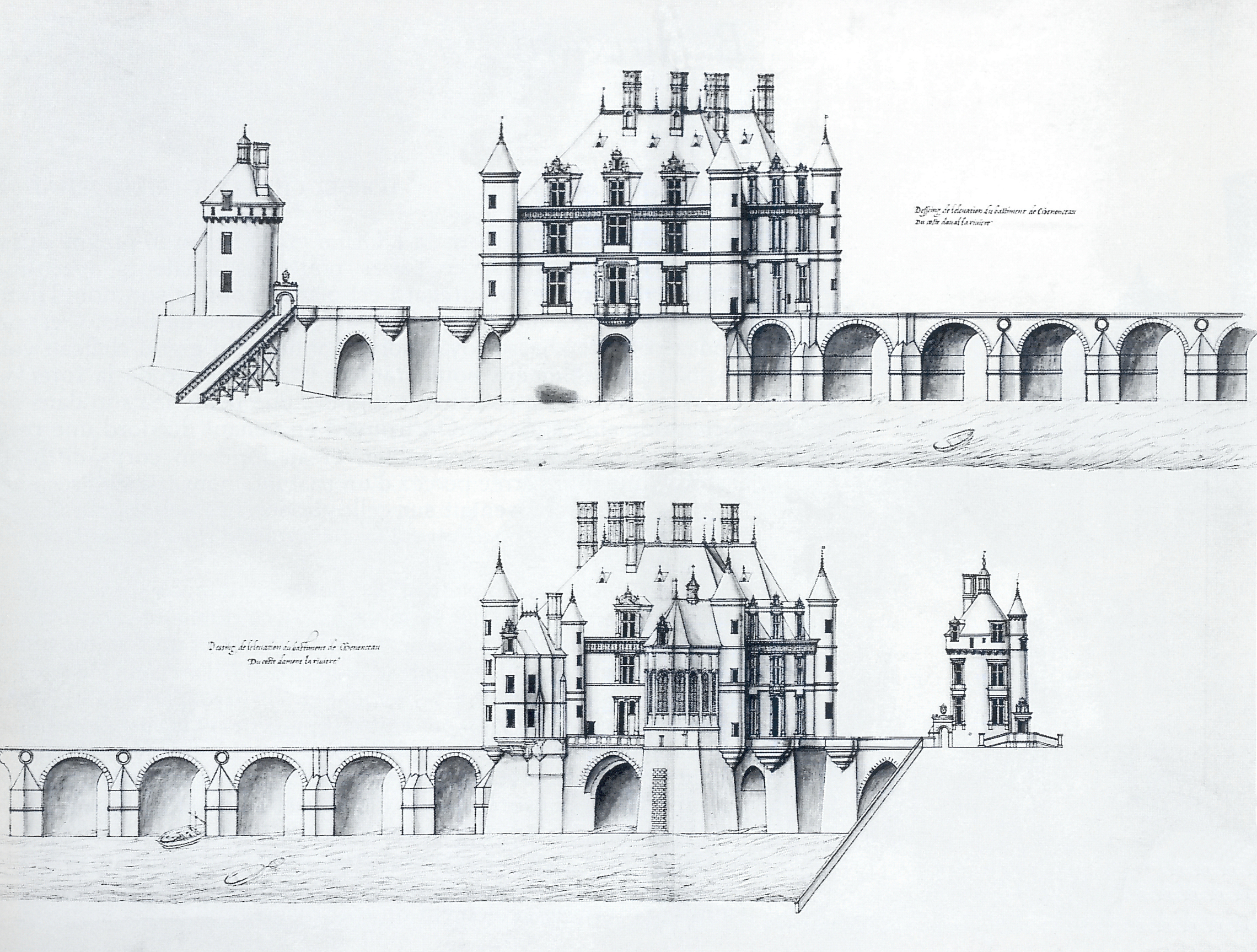
Замок Шенонсо, бл. 1570.
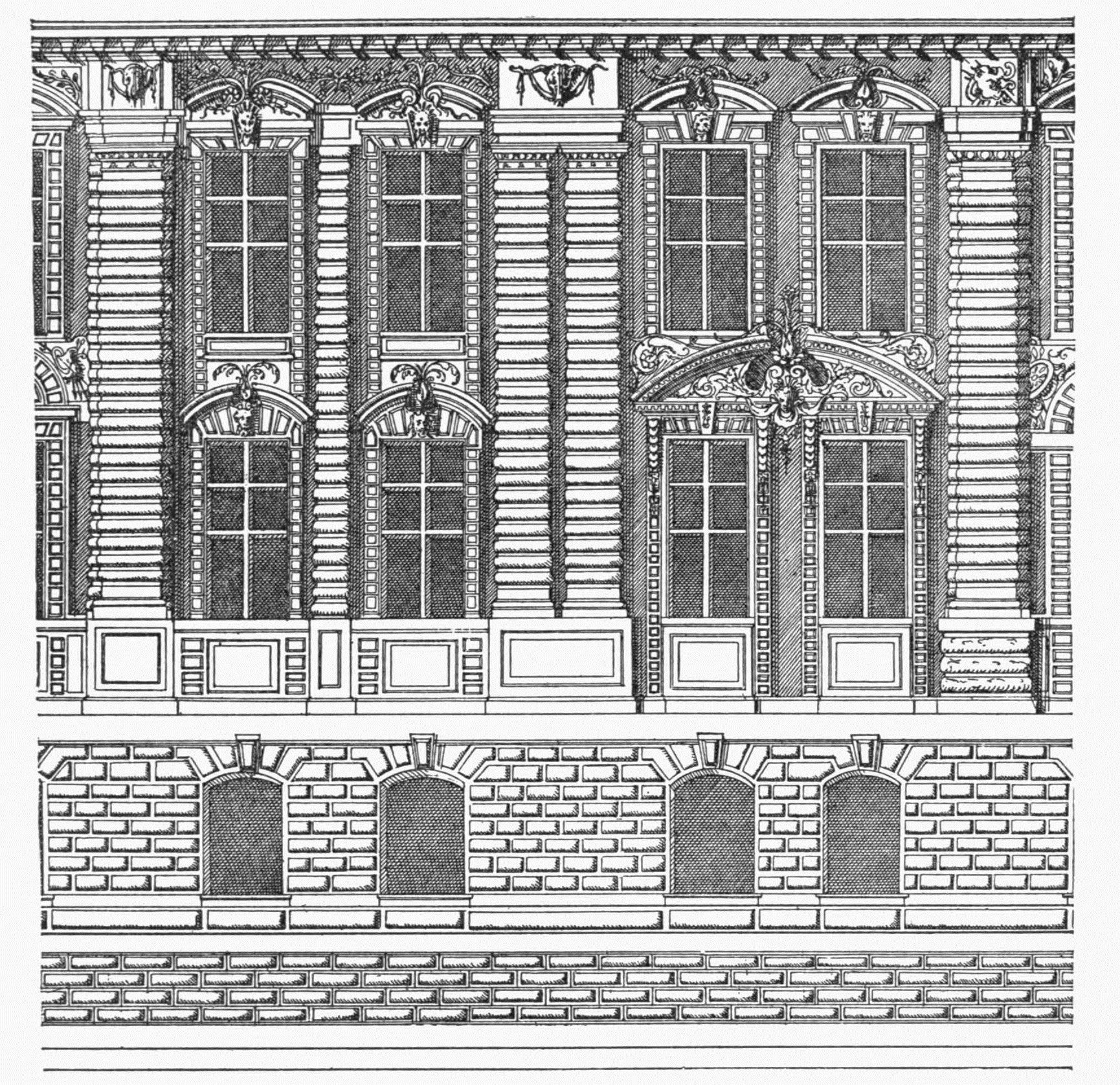
Фрагмент фасаду (Fasade of Charleval), маньєризм